# Gyenes Szilárd
Gyenes Szilárd (1972. április 8.–) magyar politikus, agrármérnök, Gödöllő volt alpolgármestere, az Új Kezdet párt alelnöke. Ő volt az Egységben Magyarországért pártjainak jelöltje a 2022-es országgyűlési választáson Nógrád megye 2. sz. országgyűlési egyéni választókerületében.

## Tanulmányai, családja
A Károly Róbert Főiskolán agrármérnöki végzettséget szerzett, környezetgazdálkodási szakirányon.
Párja dr. Kiss Szilvia, jogász. Három közös fiúgyermekük van.

## Munkahelyei
Gépszerelőként dolgozott a Nógrád Megyei Tanács Útkarbantartó költségvetési üzeménél. A határőrségben eltöltött sorkatonai szolgálata után aztán a Balassagyarmati Polgármesteri Hivatalba vették fel, kommunális előadó munkakörbe. Később a város környezetvédelmi felügyelőjének nevezték ki.
Mikor 17 település közös gazdasági társaságot alapított a körzeti hulladéklerakó üzemeltetésére, a társaság ügyvezető igazgatója Gyenes lett. A pozíciót 2005-ig töltötte be; ekkor a regionális hulladékgazdálkodást megszervező projekt vezetőjeként Gödöllőre került. A regionális hulladékgazdálkodással foglalkozó gazdasági társaság ügyvezető igazgatója volt.
34 évesen több éves környezetvédelmi, természetvédelmi, hulladékgazdálkodási és vezetői szakmai tapasztalatot szerzett. A szervezeti átalakulások révén át kellett vennie a nem kis kihívásokkal teli projektvezetői feladatokat is.
2010-től 2014-ig a Zöld-Híd Régió Kft. ügyvezető igazgatójaként feladata a személyi állomány fejlesztése, a regionális hulladékgazdálkodás szervezése, a régió összes kommunális hulladéklerakójának felszámolása volt.
2014-ben Gödöllő város önkormányzatától kér felkérést, hogy a város alpolgármestere legyen, itt 2017-ig dolgozott.
2017 végéig közel három év városvezetői gyakorlatot szerzett Gödöllőn, Balassagyarmatiként. Városüzemeltetés, beruházás szervezés, lakossági kapcsolattartás, valamit a várost érintő közszolgáltatások koordinálása tartozott a feladatai közé. E mellett a kulturális programokhoz, városi intézményekhez kötődő városvezetői, koordinációs feladatokból is ki kellett vennie a részét.
2018-ban újra regionális hulladékgazdálkodással foglalkozott a Zöld Híd B.I.G.G. Nkft.-nél, ám az év végén távozott. Távozásának oka saját bevallása szerint az önkormányzati cég működésének ellehetetlenülése volt.
2018-tól főállásban kerületvezető hivatásos vadászként dolgozott a Koplán-Göröc Vadgazda Egyletben, később a családi Bt. segítő családtagja lett, ahol ma is tevékenykedik.

## A politikában
Politikai pályafutása 1988-ban a Magyarországi Zöld Pártban kezdődött, ahol a Jogi és Etikai bizottság tagja volt. Párttagsága 1989-ben megszűnt.
Az Új Kezdet pártban 2017 óta aktív. Itt elsősorban természetvédelmi szakértőként dolgozik, valamint 2020-tól a párt alelnöke.
A 2018-as választásokon az LMP jelölésében indult Nógrád megye 2. sz. országgyűlési egyéni választókerületében, a szavazatok 3,82%-át szerezte meg.
A Szövetség a Balassagyarmatiakért Egyesület alapítója és elnöke. A 2019-es önkormányzati választáson Balassagyarmat polgármesteri tisztségéért indult, a szervezet jelölésében. A szavazatok 49,04%-át kapja meg, így a polgármester Csach Gábor lett. A választás után a város önkormányzatában az ellenzéki képviselőcsoport vezetője lett.
A 2021-es ellenzéki előválasztáson az Új Kezdet jelölésében indult Nógrád megye 2. sz. országgyűlési egyéni választókerületében, ellenjelölt nélkül. Az előválasztás győzteseként ő indult 2022-ben a választókerület országgyűlési képviselői székéért az Egységben Magyarországért jelöltjeként, a fideszes Balla Mihály kihívójaként. Győzelme esetén ígérete szerint a Momentum Mozgalom frakciójának lett volna tagja.
A 2024-es Önkormányzati választásokon Balassagyarmaton Polgármesterjelöltként indult, jelölő szervezete a Szövetség a Balassagyarmatiakért Egyesület (SZAB), Egyéni választókerületi jelöltként Balassagyarmaton a  06. számú egyéni választókerületben illetve Települési kompenzációs listás jelöltként is indult.
Polgármesterjelöltként 38,55 %-ot szerzett, így a Polgármester Csach Gábor (Fidesz–KDNP) lett.
Egyéni választókerületben 38,11 %-kal a második helyen szerepelt.
Települési kompenzációs listás jelöltként a kompenzációs listán megválasztott képviselő.
Politikai tevékenységéről a Szövetség a Balassagyarmatiakért Egyesület honlapján mutakozik be.